# 麦基诺水道
麦基诺水道（英語：Straits of Mackinac）位于美国密西根州北部，是连接密歇根湖和休伦湖的天然通道，长约50公里，宽6公里。1957年建成的麦基诺大桥横跨海峡两岸。1634年，法国探险家吉恩·尼科萊首先发现。